# Fender Jag-Stang
De Fender Jag-Stang is een gitaar die ontstaan is uit het verlangen van Kurt Cobain om een gitaar te maken die alle voordelen had van de Fender Jaguar en de Fender Mustang. Na de dood van Kurt Cobain in 1994 is de Jag-stang in productie genomen.
Kurt Cobain kwam met het idee van de Fender Jag-Stang, dit omdat hij de Fender Mustang en de Fender Jaguar goede gitaren vond, en deze graag wilde combineren. Toen de Fender Custom Shop had vernomen dat Kurt Cobain op dat idee was gekomen, gingen Larry Brooks en Mark Wittenberg bij hem op bezoek om zo niet de kans te missen om een gitaar te maken die bedacht was door Kurt Cobain. 
Om het idee te verwezenlijken begon Cobain met foto's maken van beide gitaren, deze vervolgens kapot te knippen en daarna de verschillende stukken van de Mustang en de Jaguar foto aan elkaar te plakken, zodat het grove idee van de Fender Jag-Stang was ontstaan. De neck was van de Mustang en de body van gedeeltelijk de Mustang en de Jaguar.
Het prototype had een Fender Texas Special enkelspoelelement en een DiMarzio H-3 humbucker. De gitaar had ook een Mustang-achtige dunne hals, deze was een kopie van de favoriete hals van Kurt Cobain (hij had deze naar Fender opgestuurd om nagemaakt te worden).
De zanger van Nirvana wilde de gitaar in twee kleuren, een blauwe en een rode versie, in vakjargon Sonic Blue en Fiesta Red. De blauwe versie gebruikte hij enkele malen in de 'In Utero' tour. Fender wilde net de rode versie naar Cobain opsturen toen ze het bericht van zijn zelfmoord ontvingen.
Na de dood van Cobain waren er geen veranderingen aangebracht aan de Fender Jag-Stang en deze werd dus geproduceerd in een onafgemaakte vorm. Tevens wordt de Fender Jag-Stang niet gemaakt met een echte Fender Texas Special enkelspoelelement of DiMarzio H-3 humbucker, maar met een goedkopere versie van die pickups.